# 貝克維爾 (伊利諾伊州傑佛遜縣)
貝克維爾（英語：Bakerville）是位於美國伊利諾伊州傑佛遜縣的一個非建制地區。該地的面積和人口皆未知。

## 地理
貝克維爾的座標為38°15′30″N 88°53′51″W / 38.25833°N 88.89750°W，而該地的平均海拔高度為132米（即433英尺）。